# San Francisco, Medellín
San Francisco är en ort i Mexiko.   Den ligger i kommunen Medellín och delstaten Veracruz, i den sydöstra delen av landet, 300 km öster om huvudstaden Mexico City. San Francisco ligger 24 meter över havet och antalet invånare är 113.
Terrängen runt San Francisco är platt. Runt San Francisco är det ganska tätbefolkat, med 230 invånare per kvadratkilometer. Närmaste större samhälle är Veracruz, 10,7 km nordost om San Francisco. Trakten runt San Francisco består till största delen av jordbruksmark.